# Sagittaria cuneata
Sagittaria cuneata là một loài thực vật có hoa trong họ Alismataceae. Loài này được E.Sheld. miêu tả khoa học đầu tiên năm 1893.
Giống như vài loài Sagittaria khác, loài này có thể được gọi là wapato. Nó là loài bản địa phần lớn Bắc Mỹ, bao gồm phần lớn Canada (các tỉnh ngoại trừ Nunavut) cũng như tây và đông bắc Hoa Kỳ (New England, Ngũ Đại hồ, Đại Bình nguyên Bắc Mỹ, Rocky Mountain, Đại Bồn địa Hoa Kỳ và các bang Duyên hải Thái Bình Dương; bao gồm Alaska nhưng không mọc ở Hawaii).
Sagittaria cuneata là loài cây thủy sinh, mọc ở nơi nước tù hoặc chảy chậm như ao, suối nhỏ. Nó có bề ngoài khá đa dạng, và phần ngập nước của các cây trông khác với những phần mọc bên trên bề mặt hoặc mặt nước hoặc mọc trên đất. Nói chung, nó là một loại thảo dược lâu năm phát có thân củ màu xanh biển nhẹ hoặc màu trắng.